# بيير ماثيو
بيير ماثيو (بالفرنسية: Pierre Matthieu)‏ هو كاتب مسرحي وكاتب ومؤرخ وشاعر فرنسي، ولد في 10 ديسمبر 1563 في Pesmes ‏ في فرنسا، وتوفي في 12 أكتوبر 1621 في تولوز في فرنسا.